# Sorea
Sorea – (hbr: צרעה), co znaczy Szerszeń, miejscowość występująca w Piśmie Świętym Starego Testamentu, jako graniczna plemienia Judy (Joz 15:33) i Dana (Joz 19:41), zaliczana na podstawie Sdz 13:25 i 18:2 do dziedzictwa tego ostatniego. W Biblii występuje wraz z sąsiednim Esztaol. Powiązana z narodzeniem, działalnością i miejscem pochówku Samsona. To stamtąd Danici wyruszyli na poszukiwania innego miejsca niż to, które przydzielił im Pan (Sdz r. 18). Pozostawiona wówczas przez Danitów, przypada Judejczykom.
Jej położenie to dolina Sorek.
W 1Krn 11:10 Sorea wymieniana jest jako jedno z miast-twierdz Rechabeama.
Po niewoli babilońskiej ponownie zasiedlona, co poświadcza Nech 11:29.
Co do źródeł pozabiblijnych, to jej istnienie poświadcza Euzebiusz, który znał miejscowość o tej nazwie w okręgu Bet Gubrin. Nazwa ta występuje też w Listach z Amarny, jako jedno z miejsc zaatakowanych przez Habiru.
Obecnie prawdopodobnie Tel Tzor’a (lub Tel Tsar’a) (31°46'30.8"N 34°59'07.8"E). Dostępne dla turystów, jednak brak, jak dotąd, badań archeologicznych tego stanowiska.
W najbliższej okolicy znajduje się podwójny grób, utożsamiany przez tradycję z Samsonem i jego ojcem Manoachem (patrz Sdz 16:31) (31°46'26.7"N 34°59'07.0"E) oraz płaski kamień zwany ołtarzem Manoacha. Jak dotąd jednak nie potwierdzono autentyczności tych obiektów.
Nazwa miejscowości pobrzmiewa w położonym niedaleko kibucu Cor'a (31°45'46.4"N 34°58'06.1"E).